# The Sims: Livin' Large
The Sims: Livin' Large (ở châu Âu gọi là The Sims: Livin' It Up) là bản mở rộng đầu tiên của dòng game mô phỏng đời sống The Sims do hãng Maxis phát triển và Electronic Arts phát hành vào năm 2000. Phiên bản này bổ sung thêm nhiều nhân vật, nghề nghiệp, đồ vật và tính năng mới. Bản mở rộng Livin' Large là một phần của bản gộp The Sims Deluxe và về sau nằm trong bản tổng hợp The Sims Complete Collection. 

## Cách chơi
Trò chơi có bổ sung thêm những NPC mới, chẳng hạn như người máy giúp việc Servo, chú hề vụng về Tragic Clown và đặc biệt là vị thần chết với khuôn mặt dữ tợn Grim Reaper. Hay vào dịp lễ Giáng Sinh thì Ông già Noel sẽ đến nhà và tặng những món quà được đặt dưới gốc cây nếu Sim của người chơi để lại một vài miếng bánh quy bên cạnh một cây Giáng sinh và lò sưởi. Chú hề Tragic Clown sẽ tới thăm và động viên tinh thần những cư dân Sim bị phiền muộn nếu người chơi treo một bức tranh có hình chú hề trong nhà. Ngoài ra, game còn thêm vào một bức tranh vẽ đàn chuột lang và dịch chuột lang sẽ làm Sim nhiễm bệnh nếu người chơi đặt cả hai bức tranh và lồng chuột lang trong nhà với nhau. Thần chết Grim Reaper chuyên thực hiện những nghi thức cuối cùng cho những cư dân Sim đã qua đời. Những cư dân Sim còn sống có thể cầu xin thần chết cứu lấy mạng sống cho một Sim đặc biệt mà kết quả thường theo hướng ngẫu nhiên như qua đời, hồi sinh hoặc biến thành thây ma (zombie). Trường hợp Sim của người chơi quá bận rộn không thể đảm đương nổi việc nhà thì có thể mua người máy giúp việc Servo với giá 15.000 Simoleon (đơn vị tiền tệ trong game) với khả năng dọn dẹp nhà cửa, sân vườn, sửa chữa, và phục vụ các bữa ăn.
Ngoài ra Livin' Large còn kèm theo nhiều đồ vật mới chẳng hạn như một quả cầu pha lê, guitar điện, bộ dụng cụ thí nghiệm hóa học tại nhà và cây đèn thần. Một số đồ vật còn có NPC liên kết với chúng, ví dụ như vị thần xuất hiện từ cây đèn thần và một buồng điện thoại công cộng kèm theo người máy giúp việc Servo nếu người chơi đặt mua chúng.
Nhiều vùng lân cận đã được mở ra trong bản mở rộng này, cho phép người chơi sở hữu đến năm khu đất mới. Game còn thêm vào 5 nghề nghiệp mới với hơn 50 công việc đa dạng, từ tay hacker tinh nghịch, nhà chiêm tinh huyền bí, nhà báo, nhạc sĩ năng nổ cho đến một gã nhân viên lười biếng trốn việc tha hồ cho người chơi chọn lựa để xây dựng hình mẫu nhân vật lý tưởng của mình.